# 104-я гвардейская стрелковая дивизия
104-я гвардейская стрелковая ордена Кутузова дивизия — воинское соединение РККА, принимавшее участие в Великой Отечественной войне в составе 9-й гвардейской армии. Участвовала в последнем крупном сражении после подписания капитуляции — сражении под Сливице.

## История
104-я гвардейская стрелковая дивизия создана 30 декабря 1944 года на базе 11-й гвардейской воздушно-десантной дивизии.
Согласно приказу заместителя министра Вооружённых сил СССР генерала армии Н. А. Булганина от 10 июня 1946 года № 0010 управление 9-й гвардейской армии реорганизовано в Управление Воздушно-десантных войск Вооружённых сил СССР, а все её корпуса и дивизии, в том числе 104-я гвардейская стрелковая дивизия 38-го гвардейского стрелкового корпуса, переформированы в воздушно-десантные. Каждая дивизия по штату насчитывала 5649 человек.

## Награды и почётные наименования
- Почетное звание «Гвардейская» — присвоено приказом Народного комиссара обороны СССР за проявленную отвагу в боях за Отечество с немецкими захватчиками, за стойкость, мужество, дисциплину и организованность.
- 26 апреля 1945 года —  Орден Кутузова  II степени — награждена указом Президиума Верховного Совета СССР от 26 апреля 1945 года за образцовое выполнение заданий командования в боях с немецкими захватчиками при овладении городами Секешфехервар, Мор, Зирез , Веспрем, Эньинг и проявленные при этом доблесть и мужество.[3]

Награды частей дивизии:
- 346-й гвардейский стрелковый ордена Александра Невского[4] полк

## Состав
- 328-й гвардейский стрелковый полк
- 332-й гвардейский стрелковый полк
- 346-й гвардейский стрелковый полк
- 55-я гвардейская дивизионная артиллерийская ордена Красной Звезды бригада в составе:
  - 82-й гвардейский пушечный артиллерийский полк
  - 106-й гвардейский гаубичный артиллерийский Нарвский[5] Краснознамённый ордена Кутузова полк
  - 567-й гвардейский миномётный полк
- 117-й отдельный гвардейский истребительно-противотанковый дивизион
- 103-й отдельный гвардейский зенитный артиллерийский дивизион
- 113-я отдельная гвардейская разведывательная рота
- 132-й отдельный гвардейский сапёрный батальон
- 191-й (131-й) отдельный гвардейский батальон связи
- 180-й отдельный медико-санитарный батальон
- 115-я отдельная гвардейская рота химической защиты
- 305-я автотранспортная рота
- 282-я полевая хлебопекарня
- 370-й дивизионный ветеринарный лазарет
- 3182-я полевая почтовая станция
- 2000-я полевая касса Государственного банка СССР[6]

## Периоды вхождения в состав Действующей армии
- 21 февраля 1945 года — 11 мая 1945 года[6]

## Подчинение
| Дата            | Фронт (округ)                               | Армия                 | Корпус                             | Примечания |
| --------------- | ------------------------------------------- | --------------------- | ---------------------------------- | ---------- |
| 01.02.1945 года | Резерв Ставки Верховного Главнокомандования | 9-я гвардейская армия | 38-й гвардейский стрелковый корпус | -          |
| 01.03.1945 года | 2-й Украинский фронт                        | 9-я гвардейская армия | 38-й гвардейский стрелковый корпус | -          |
| 01.04.1945 года | 3-й Украинский фронт                        | 9-я гвардейская армия | 38-й гвардейский стрелковый корпус | -          |
| 01.05.1945 года | 3-й Украинский фронт                        | 9-я гвардейская армия | 38-й гвардейский стрелковый корпус | -          |

## Командиры
- Редченко, Алексей Христофорович (21.02.1945 — 26.03.1945), гвардии генерал-майор;
- Серёгин, Иван Федотович (27.03.1945 — 11.05.1945), гвардии генерал-майор.

## Отличившиеся воины дивизии
- Галушин, Прокопий Иванович, гвардии красноармеец, разведчик взвода пешей разведки 332-го гвардейского стрелкового полка.